# 水上音樂

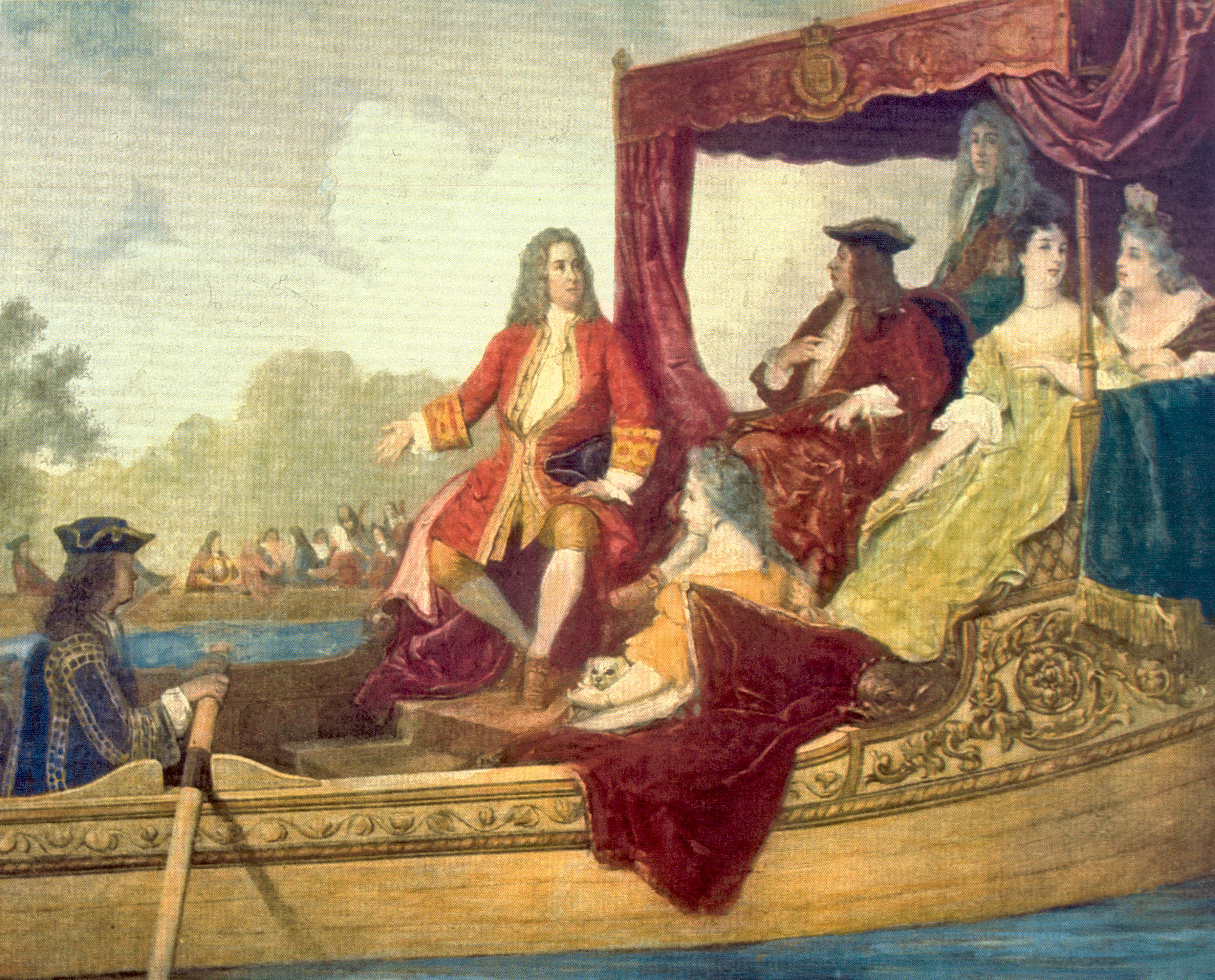
亨德尔（左）与喬治一世在泰晤士河上，1717年7月17日（爱德华·哈曼绘）

《水上音樂》（英語：Water Music）是巴洛克時期作曲家韓德爾著名的管弦樂組曲。全曲具有慶典和皇家宴會般的愉快節奏，是一首也被後世廣為喜好的管弦樂作品。這首作品在1741年出版。水上音樂同時也是早期幾首大量開始使用銅管樂器的管弦樂作品之一。

## 分析
基本上整個曲目由二十幾個小樂章組成，但目前聽到的水上音樂已經過多次改編，與韓德爾當初寫曲的風貌不太相同。較為廣傳的版本是由英國作曲家依當代樂器編制改編的，一共有六個樂章。

## 錄音推薦
- Lehmann, Fritz.  (CD). The Originals. Archiv. Barcode 028945775821.

## 流行文化
- 水上音樂常用於電視和廣告。華特迪士尼世界度假區亦以水上音樂作為表演「水上盛會」（Electrical Water Pageant）的音樂。曲目還是1989年電影《暴雨驕陽》（Dead Poets Society）一個片段的背景音樂。該電影主演為羅賓·威廉斯和伊森·霍克。

## 軼聞
- 相傳英國國王喬治一世（King George I）要求於1717年7月17日在英國泰晤士河上舉行音樂會，韓德爾為此而寫了《水上音樂》。當天，喬治一世和貴族乘皇家駁船沿河遊覽。另一駁船則搭載有約50名樂師的管弦樂團演奏曲目。當時不少倫敦人都往河邊欣賞演出，而國王十分喜愛韓德爾的作品，他至少下令將水上音樂重複演奏3次。

- 根據傳說，這次演出是要希望人們重新注視國王喬治一世，而不是王子（後來的英王喬治二世）。但亦有說法，是韓德爾想吸引國王的注意。

## 參看
- 《皇家煙火》

## 外部連結
- 《水上音乐》：国际乐谱典藏计划上的乐谱
- duckmisuc.com：詳細了解巴洛克時期音樂與水上音樂的特色（英文）